# Севрюгін Олександр Васильович
Олександр Васильович Севрюгін (1882, місто Курмиш Симбірської губернії, тепер село Пільнинського району Нижньогородської області, Російська Федерація — розстріляний 27 квітня 1938, місто Москва, Російська Федерація) — радянський діяч, член колегії Народного комісаріату шляхів сполучення СРСР, член ВЦВК. Член Центральної контрольної комісії ВКП(б) у 1930—1934 роках.

## Біографія
Освіта середня.
Член РКП(б) з 1924 року.
З 1927 року — головний інспектор Народного комісаріату робітничо-селянської інспекції СРСР.
У 1930—1934 роках — член колегії Народного комісаріату шляхів сполучення СРСР.
До серпня 1937 року — начальник Бюро економії матеріалів Народного комісаріату шляхів сполучення СРСР.
16 серпня 1937 року заарештований органами НКВС. Засуджений Воєнною колегією Верховного суду СРСР 27 квітня 1938 року до страти, розстріляний того ж дня. Похований на полігоні «Комунарка» поблизу Москви.
26 липня 1957 року посмертно реабілітований.